# 12298 Brecht
12298 Brecht (1991 PL17) là một tiểu hành tinh vành đai chính được phát hiện ngày 6 tháng 8 năm 1991 bởi F. Borngen ở Tautenburg.